# ديكر أبيض البطن
الديكر أبيض البطن (الاسم العلمي: Cephalophus leucogaster) ديكر صغير وجد في وسط إفريقيا، لا يعرف سوى القليل عن هذا النوع، وفقط بعض المعلومات عن الموائل والنظام الغذائي. متوطن في الكاميرون، جمهورية أفريقيا الوسطى، جمهورية الكونغو، جمهورية الكونغو الديمقراطية، غينيا الاستوائية والغابون. انقرض هذا النوع في أوغندا.

## اقرأ كذلك
- قائمة مزدوجات الأصابع حسب العدد